# Lawrence Wong

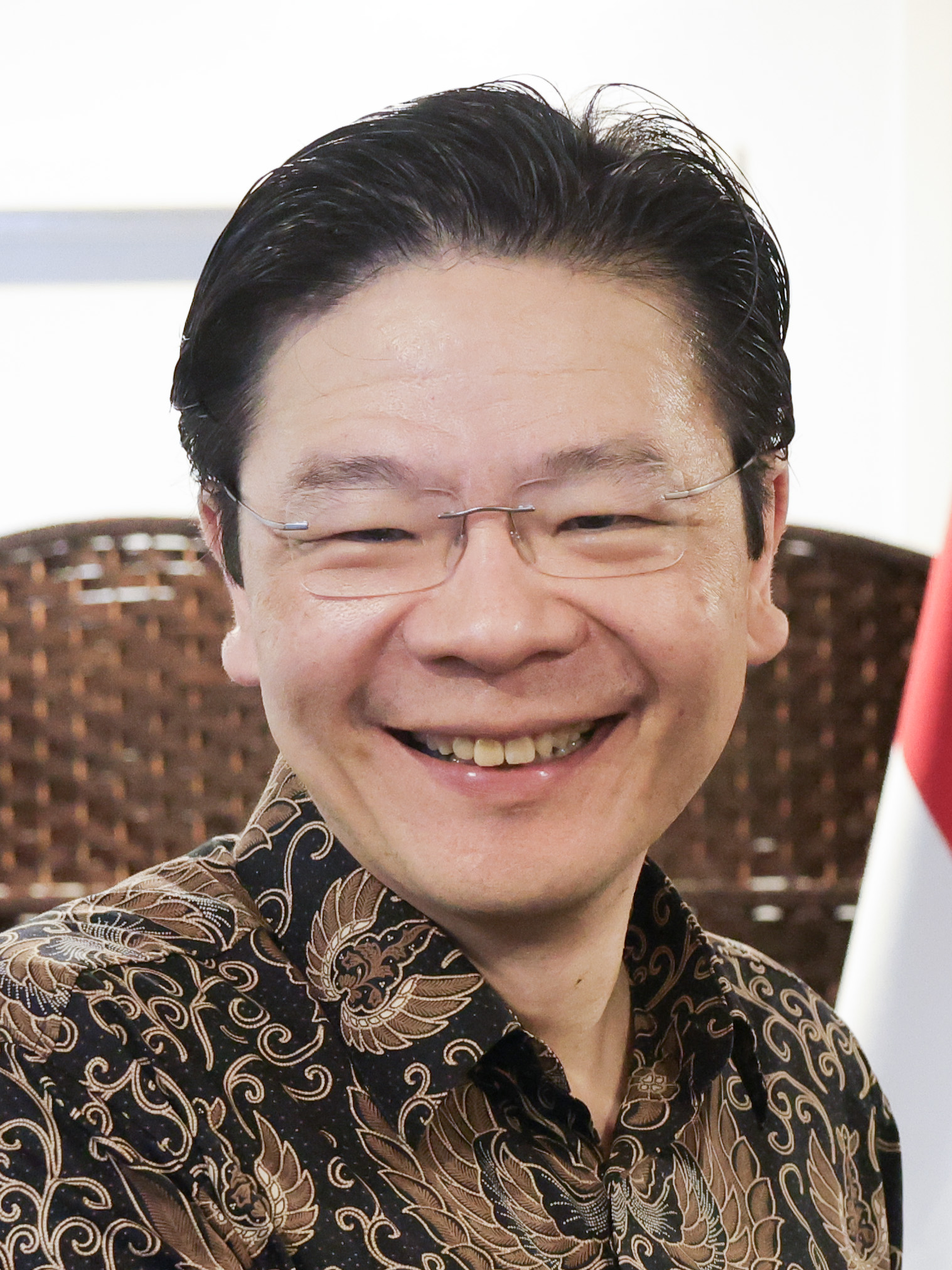
Lawrence Wong (2024)

Lawrence Wong Shyun Tsai (chinesisch 黃循財 / 黄循财, Pinyin Huáng Xúncái; * 18. Dezember 1972 in Singapur) ist ein singapurischer Politiker (PAP). Seit Mai 2024 ist er in Doppelfunktion Premierminister und Finanzminister von Singapur.

## Karriere
Wong begann seine Karriere als Beamter im Ministerium für Handel und Industrie. Von 1997 bis 1999 war er stellvertretender Direktor des Ministeriums für Forschung und Planung und Sekretär von Ong Teng Cheong. Anschließend wechselte Wong zum Finanzministerium, in dem er von 1999 bis 2001 als stellvertretender Direktor der Finanzpolitik tätig war. Anschließend wurde er stellvertretender Direktor des Haushaltes und Leiter der Wirtschaftsprogramme. Im Jahr 2004 wechselte er als Direktor des Healtcare Finance zum Gesundheitsministerium. Von 2005 bis 2008 war Wong als Kabinettschef Singapurs Premierminister Lee Hsien Loong. Im Jahr 2008 wurde er zum Chief Executive Officer (CEO) der Energiemarktbehörde von Singapur ernannt.

### Politische Karriere
Wong wurde bei den Parlamentswahlen im Jahr 2011 als Vertreter des Wahlkreises der Westküstengruppe ins Parlament gewählt. Am 21. Mai 2011 wurde er zum Staatsminister im Verteidigungsministerium und im Bildungsministerium ernannt und am 10. Juni 2011 in den Verwaltungsrat der Monetary Authority of Singapore berufen. Am 1. August 2012 wurde Wong zum Obersten Staatsminister für Information, Kommunikation und Kunst sowie zum Obersten Staatsminister für Bildung ernannt. Noch im selben Jahr wurde er am 1. November zum Minister für Kultur, Gemeinschaft und Jugend und zum Obersten Staatsminister für Kommunikation ernannt.
Wong leitete ein Team, welches dafür sorgen sollte, dass die Botanischen Gärten Singapurs als erstes UNESCO-Welterbe werden. Auch führte er am 18. Mai 2013 freien Eintritt für alle Singapurer und ständige Einwohner in allen nationalen Museen und Kulturinstitutionen ein. Wong richtete 2013 einen neuen Nationalen Jugendfonds von 100 Mio. S$ (ca. 61 Mio. €) ein, um sich für die Gemeinschaft und die sozialen Zwecke einzusetzen.
Am 1. Mai 2014 wurde Wong zum Minister für Kultur, Gemeinschaft und Jugend (MCCY) und zum zweiten Minister für Kommunikation und Information ernannt. Außerdem ist er ein Mitglied des Central Executive Committee. Wong wurde auch zum Leiter des SG50-Programmbüros ernannt, welches die Arbeit von fünf Komitees für die Feierlichkeiten zum Goldenen Jubiläum der Nation koordinierte. Außerdem ist er Ko-Vorsitzender des SG50-Ausschusses für Kultur und Gemeinschaft.
Als MCCY-Minister war Wong mit verantwortlich für die Umgestaltung des Civic-Distrikts, dem Geburtsort des modernen Singapurs, in dem sich viele Institutionen befanden, die wichtige Wendepunkte in der Geschichte Singapurs erlebt haben. Im August 2015 hat der National Arts Council Kritik an dem Vorhaben Wongs geäußert. Kritisiert wurden die hohen Gebühren. Wong ging im Parlament auf die Kritik ein und erklärte, dass das Projekt zu vertretbaren Kosten durchgeführt werden müsse, da eine umfassende Untersuchung des Standorts erforderlich sei.
Unter seiner Verantwortung führte Wong auch den 200 Millionen S$ teuren Cultural Matching Fund (CMF) ein, ein Dollar-für-Dollar-Zuschuss für Geldspenden an gemeinnützige Organisationen und Institutionen mit öffentlichem Charakter in Singapur.
Im August 2015 wurde berichtet, dass Wong im Wahlkreis der Marsiling-Ywe Tee Group für die Parlamentswahl 2015 antreten würde. Seine Partei gewann gegen die Singapore Democratic Party mit 69,86 %.
Wong war auch Vorsitzender des Lenkungsausschusses für die Südostasienspiele 2015. Singapurs Leistung von 259 Medaillen war die beste, die jemals in der Geschichte der Spiele erreicht wurde. Wong hatte auch mehrere Schlüsselinitiativen angekündigt, um mehr Singapurer für den Sport zu gewinnen. Dies schließt eine nationale Bewegung namens ActiveSG ein, die allen Singapurern und ständigen Einwohnern 100 S$ zur Verfügung stellt, um sich für Sportprogramme anzumelden oder auch Schwimmbäder und Turnhallen in den verschiedenen Sportzentren auf der gesamten Insel zu besuchen.
Wong ist außerdem Vorsitzender des Singapore High Performance Sports Steering Committee, das strategische Leitlinien zur Identifizierung und Förderung von hochleistungsfähigen Sporttalenten bereitstellt. Er sagte, dass die Leistung der Athleten in Singapur bei den Südostasienspielen 2015 darauf hindeuten, dass sich Singapurs Investitionen in den Sport auszahlt.
Nach den Parlamentswahlen im Jahr 2015 wurde am 28. September 2015 bekannt gegeben, dass Wong ab dem 1. Oktober 2015 Minister für nationale Entwicklung sein wird. Er ist auch Vorsitzender des Lenkungsausschusses für die Entwicklung des Jurong Lake Distrikts. Während der National Day Rally am 21. August 2016 wurde bekannt gegeben, dass Wong auch zum zweiten Finanzminister ernannt wird. Am 29. August 2016 trat Wong aus dem Verwaltungsrat der Monetary Authority von Singapur aus und wurde von Ong Ye Kung ersetzt.
Während der COVID-19-Pandemie in Singapur wurden Wong und Gan Kim Yong zu Co-Vorsitzenden eines von der Regierung im Januar 2020 gebildeten multiministeriellen Ausschusses ernannt, um die Situation zu bewältigen. Am 26. März 2020 würdigte Wong die Mitarbeiter an vorderster Front, die Singapurs Kampf gegen COVID-19 unterstützten, und wurde emotional und hatte Tränen in den Augen, als er seine Rede im Parlament hielt. Er dankte den Mitarbeitern des Gesundheitswesens sowie denen, die in den Bereichen Reinigung, Transport und Sicherheit tätig sind, für die Bereitstellung dringend benötigter Dienstleistungen, um Singapur in dieser schwierigen Zeit am Laufen zu halten. Am 27. Juli 2020 trat Wong nach einer Kabinettsumbildung die Nachfolge von Ong Ye Kung als Bildungsminister an. Am 8. November desselben Jahres wurde Wong zum ersten Mal in das Zentrale Exekutivkomitee der PAP gewählt, nachdem er sich durch die Führung des Kampfes der Regierung gegen COVID-19 einen Namen gemacht hatte. Am 15. Mai 2021 gab Wong nach einer weiteren Kabinettsumbildung sein Ressort als Bildungsminister auf und wurde Finanzminister, nachdem Heng sein Kabinettsressort aufgegeben hatte. Am 28. Mai 2021 wurde er als stellvertretender Vorsitzender erneut in den Vorstand der Monetary Authority of Singapore berufen und ersetzte Lim Hng Kiang. Er wechselte 2022 zum stellvertretenden Ministerpräsidenten.
Lawrence Wong übernahm am 15. Mai 2024 als Nachfolger von Lee Hsien Loong das Amt des Premierministers von Singapur. Nach dem Sieg seiner Partei (People’s Action Party – PAP) bei der Parlamentswahl im Mai 2025 trat er eine zweite Amtszeit an. Das Kabinett Lawrence Wong I bestand unter seiner Führung von 2024 bis 2025. Seit 2025 leitet er das Kabinett Lawrence Wong II.

## Bildung
Wong wurde an der Haig Boys’ Primary School, der Tanjong Katong Secondary School und dem Victoria Junior College ausgebildet, bevor er 1993 an der University of Wisconsin–Madison in den USA einen Bachelor of Science in Wirtschaftswissenschaften abschloss. Anschließend machte er den Master of Arts in Wirtschaftswissenschaften an der University of Michigan und einen Master of Public Administration an der Harvard Kennedy School, einer Einrichtung der Harvard University.

## Persönliches
Wongs Vater war Verkaufsleiter, seine Mutter Lehrerin an seiner Grundschule. Sein älterer Bruder ist Luft- und Raumfahrtingenieur. Wong ist geschieden und hat später erneut geheiratet. Er ist Singapurer hainanischer Abstammung.